# Austroargiolestes isabellae
Austroargiolestes isabellae là loài chuồn chuồn trong họ Argiolestidae. Loài này được Theischinger & O'Farrell mô tả khoa học đầu tiên năm 1986.